# Thorne Bay
Thorne Bay is een plaats (city) in de Amerikaanse staat Alaska, en valt bestuurlijk gezien onder Prince of Wales-Outer Ketchikan Census Area.

## Demografie
Bij de volkstelling in 2000 werd het aantal inwoners vastgesteld op 557.
In 2006 is het aantal inwoners door het United States Census Bureau geschat op 502, een daling van 55 (-9.9%).

## Geografie
Volgens het United States Census Bureau beslaat de plaats een oppervlakte van
78,6 km², waarvan 66,1 km² land en 12,5 km² water.

## Plaatsen in de nabije omgeving
De onderstaande figuur toont nabijgelegen plaatsen in een straal van 48 km rond Thorne Bay.